# Grande Prêmio do Brasil de 2016
O Grande Prêmio do Brasil de 2016 (formalmente Formula 1 Grande Prêmio do Brasil 2016) foi a vigésima e penúltima etapa da temporada de 2016. Foi disputado no dia 13 de novembro de 2016, no Autódromo José Carlos Pace, em São Paulo, Brasil.

## Relatório

### Antecedentes
Decisão do Título no Brasil
Correndo com o regulamento debaixo do braço, Rosberg evitou riscos ao longo da prova e cruzou em segundo. Com o resultado, o alemão chegou aos 349 pontos, 19 a mais que Hamilton (330), e pode ser campeão caso vença o GP do Brasil, no dia 13 de novembro, independentemente da posição do inglês. Caso não consiga a vitória em Interlagos, Nico dependerá de uma combinação de resultados.
| Para ser Campeão no Brasil, Rosberg precisa: | Para ser Campeão no Brasil, Rosberg precisa: | Para ser Campeão no Brasil, Rosberg precisa: |
| -------------------------------------------- | -------------------------------------------- | -------------------------------------------- |
| Nico Rosberg                                 | 349 X 330                                    | Lewis Hamilton                               |
| (1º)                                         | 374 X 348                                    | (2º)                                         |
| (2º)                                         | 367 X 340                                    | (5º)                                         |
| (3º)                                         | 364 X 338                                    | (6º)                                         |
| (4º)                                         | 361 X 334                                    | (8º)                                         |
| (5º)                                         | 359 X 332                                    | (9º)                                         |
| (6º)                                         | 357 X 331                                    | (10º)                                        |

A Renovação de Bottas e o Substituto de Felipe Massa
A Williams confirmou nesta quinta-feira (3) sua dupla para 2017. O jovem canadense Lance Stroll será o substituto de Felipe Massa, que anunciou, em setembro, sua aposentadoria da Fórmula 1 ao fim do campeonato atual. O piloto, de 18 anos recém-completados, fará sua estreia na categoria máxima do automobilismo mundial. Ele será companheiro de equipe de Valtteri Bottas, de 27 anos, que renovou contrato e segue para sua quinta temporada na escuderia. Com o anúncio, restam apenas sete vagas abertas para o próximo ano na F1.
O anúncio de Stroll na Williams já era esperado pelo mundo da Fórmula 1. O acordo estava certo a meses, mas demorou a ser feito porque a Williams esperou o piloto completar 18 anos, afim de evitar problemas, já que o patrocinador master do time é uma marca de bebidas alcoólicas. Lance será o segundo piloto mais jovem a correr na categoria, atrás apenas de Max Verstappen, que estreou com 17 anos. 
Apesar de abalizado pelo título da Fórmula 3 europeia neste ano, o jovem canadense superou a concorrência de outros nomes pela vaga, como do brasileiro Felipe Nasr, graças ao forte aporte financeiro de seu pai, Lawrence Stroll, um bilionário da indústria têxtil. Segundo a imprensa europeia, o magnata teria investido cerca de R$ 35 milhões para garantir a vaga para o filho.
- Estou muito feliz de anunciar que serei piloto titular da Williams na temporada 2017. É um sonho se tornando realidade para mim. Preciso agradecer a todos que me ajudaram a chegar neste ponto. Espero por uma grande temporada - disse Lance Stroll. 
Pairavam mais dúvidas, na verdade, sobre a continuidade de Valtteri Bottas. Desde 2013 na equipe, o finlandês tinha contrato válido com até o fim desta temporada. Ele chegou a receber uma oferta da Renault, mas acabou renovando vínculo com o time de Grove, com o qual conquistou nove pódios em 75 corridas.
Nascido em Montreal em 29 de outubro de 1998, Lance Stroll, em poucos anos de automobilismo, tem no currículo os títulos da F4 italiana (2014), Toyota Racing Series (2015) e F3 europeia (2016). Ele foi membro da Academia de Pilotos da Ferrari em 2015, mas deixou a companhia italiana para ingressar no programa de desenvolvimento da Williams, onde assumiu o papel de piloto reserva da equipe de F1 este ano.
Sua chegada precoce à Fórmula 1, no entanto, passa pelas mãos de seu pai, Lawrence Stroll, que fez sua fortuna na indústria de roupas. O magnata é o grande financiador da carreira do filho, incluindo a compra das equipes que o jovem defendeu nas categorias de base. O aporte financeiro de Lawrence, inclusive, foi crucial na decisão do time em dar uma vaga para o piloto. Chefe da escuderia, Claire Williams defendeu a escolha de Lance Stroll como titular:
- A Williams tem um bom histórico de introduzir jovens pilotos na F1, que alcançaram grandes resultados. Esperamos que este seja o começo de uma carreira de longa e de sucesso para Lance. Ele se juntou ao programa de jovens pilotos da equipe no fim de 2015 e impressionou nossos engenheiros com sua maturidade, talento e entusiasmo. Estamos satisfeitos em poder dar a ele uma oportunidade de subir e mostrar o que ele pode ser capaz na F1, após provar ser uma força dominante em todas as categorias que disputou. Ele ainda é jovem e estamos ansiosos em vê-lo evoluir como piloto.
Permanência de Palmer
Jolyon Palmer fica na Renault por mais uma temporada. A Renault confirmou na tarde desta quarta-feira (9) que o piloto inglês vai alinhar o segundo carro amarelo no grid de 2017 ao lado de Nico Hülkenberg.
É um desfecho curioso para a briga pela segunda vaga. Acreditava-se que a Renault iria dispensar seus dois pilotos, em busca de nomes de peso. A contratação de Hülkenberg como primeiro piloto era um indicativo disso. No fim das contas, Palmer terá uma nova chance de cair no gosto do mundo da F1 – algo que certamente não aconteceu até aqui.
A renovação de Palmer é uma péssima notícia para Felipe Nasr. Ignorado pela Force India e demais equipes medianas, o brasileiro passou a ter na Renault a única opção de defender uma escuderia mais forte em 2017. Mas os movimentos recentes do mercado de pilotos começam a apontar a renovação com a Sauber como única alternativa. Além de Nasr, uma série de pilotos sonhava com a Renault – assim como a Renault sonhava com outros pilotos. Valtteri Bottas e Carlos Sainz Jr. foram sondados pela equipe francesa. Mas as negociações nunca fluíram, abrindo caminho para Palmer.
A Renault é uma equipe que pode evoluir muito nos próximos anos. Os franceses estão dispostos a investir muito dinheiro na F1, tentando recuperar as glórias conquistadas ao longo das décadas. Em 2016, a equipe francesa decepcionou, mas, deve contrastar em 2017 de muitas evoluções.
Ocon na Force India
A quinta-feira (10) da semana do GP do Brasil em Interlagos começou com uma notícia ruim para Felipe Nasr. Tendo seu nome vinculado à Force India por diversas vezes ao longo das últimas semanas, Felipe Nasr viu mais uma interessante vaga para 2017 ser ocupada. A escuderia anunciou que o francês Esteban Ocon será o novo companheiro de Sergio Pérez na próxima temporada. Agora para o brasileiro restam apenas três opções.Uma delas é seguir na Sauber, outra é tentar uma vaga na pequena Manor. Há também um cockpit aberto na Haas, mas os rumores no paddock indicam que Kevin Magnussen, atualmente na Renault, é quem está mais próximo dela.
O acerto de Ocon com a Force India tem uma influência direta da Mercedes. A escuderia alemã investe na carreira do piloto e o indicou à equipe anglo-indiana em troca de um desconto no fornecimento dos motores.
Ocon tem 20 anos e estreou na Fórmula 1 no meio desta temporada, na Manor, no lugar do indonésio Rio Haryanto. Nas categorias de base, o jovem piloto tem no currículo os títulos da Fórmula 3 europeia em 2014 e da GP3 em 2015. Em 2016, ele disputou o DTM (Campeoanto de Turismo Alemão), até conseguir a vaga na Manor.
Magnussen na Haas
Kevin Magnussen será o companheiro de equipe de Romain Grosjean na equipe, Haas em 2017. O anúncio foi feito pela Haas nesta sexta-feira (11), quando tudo já dava certeza de que seria esse o caminho. Assim, Magnussen, aos 24 anos de idade, vai para a sua terceira temporada como titular na F1 em quatro anos por três equipes diferentes.
Não apenas Magnussen já tinha demonstrado que sua vida pendia para outro lugar a ficar na Renault mesmo antes do time francês anunciar a renovação de Jolyon Palmer para ser parceiro de Nico Hülkenberg em 2017. Já no Brasil, o dinamarquês mostrou irritação ao dizer que "até o Papa" havia recebido proposta e ele não.
Na noite da última quinta-feira, pelo Twitter, foi a vez de Esteban Gutiérrez dar a confirmação de que a segunda vaga na Haas estava, de fato, aberta. O mexicano decepcionou a equipe que voltou a dar-lhe uma chance ao não sequer pontuar na temporada enquanto Grosjean anotou 29 pontos.

### Treino Classificatório
Q1
A sessão foi marcada por uma leve garoa intermitente. Por causa da instabilidade meteorológica em Interlagos, todos os pilotos foram para a pista já nos primeiros minutos de Q1 para tentar anotar boas voltas que o garantissem no Q2 antes que uma chuva forte caísse. A primeira parte da classificação marcou a queda de Felipe Nasr, com o pior tempo. Seu companheiro de Sauber, Marcus Ericsson, também não foi longe, ficou em penúltimo. A surpresa negativa ficou por conta de Jenson Button, que caiu precocemente na 17ª colocação, enquanto Alonso passou com a McLaren em 11º. Os outros eliminados foram Kevin Magnussen, Pascal Wehrlein e Esteban Ocon. Lá na frente, Hamilton e Rosberg foram os mais rápidos, seguidos por Verstappen, Raikkonen, Vettel e Ricciardo. Massa avançou em oitavo, à frente de Bottas, o nono.
Eliminados: Jenson Button (McLaren), Kevin Magnussen (Renault),Pascal Wehrlein (Manor), Felipe Nasr (Sauber),Marcus Ericsson (Sauber) e Esteban Ocon (Manor).
Q2
Uma leve garoa começou a cair em Interlagos. A segunda parte da classificação marcou a eliminação de Felipe Massa. A Williams não mostrou a mesma força dos treinos livre de sexta-feira, e o brasileiro acabou em 13º. Seu parceiro Valtteri Bottas também caiu fora, em 11º. Os outros eliminados foram Esteban Gutiérrez, Daniil Kvyat, Carlos Sainz e Jolyon Palmer. Na ponta, Hamilton, novamente, foi mais veloz que Rosberg, 1m11s238, contra 1m11s373. Verstappen, Vettel, Ricciardo e Raikkonen acompanhavam o duelo das Mercedes de camarote e avançaram para a superpole. Alonso, Pérez, Grosjean e Hulkenberg também garantiram vaga no Q3.
Eliminados: Valtteri Bottas (Williams), Esteban Gutiérrez (Haas),Felipe Massa (Williams), Daniil Kvyat (Toro Rosso),Carlos Sainz Jr. (Toro Rosso) e Jolyon Palmer (Renault)
Q3
Hamilton foi o primeiro a deixar os boxes no Q3. E, de cara, cravou 1m10s860, melhor tempo do fim de semana. Rosberg veio a seguir. Foi igual ao britânico no primeiro e no terceiro setor, mas ficou um pouco atrás no segundo e passou dois décimos acima, com 1m11s022. Enquanto isso, Verstappen, Vettel, Ricciardo e Raikkonen mediam forças entre Red Bull e Ferrari.
Como de costume, os pilotos foram para os boxes colocar novos jogos de pneus para tentar um bote nos minutos finais da classificação. Hamilton igualou seu primeiro setor, fez um ótimo segundo setor e não baixou na parte final do traçado. No total, cravou 1m10s736, melhorando sua marca. Rosberg vinha logo a seguir. O alemão fez um primeiro setor mais rápido que o do britânico, e passou um pouco acima no segundo. Restavam apenas os metros finais, a pole seria decidida em milésimos. Nico não conseguiu ser melhor que Lewis e completou a volta em 1m10s838, a apenas um décimo do adversário.
Resultado: Lewis Hamilton (Mercedes), Nico Rosberg (Mercedes),  Kimi Raikkonen (Ferrari),Max Verstappen (Red Bull), Sebastian Vettel (Ferrari), Daniel Ricciardo (Red Bull), Romain Grosjean (Haas),Nico Hulkenberg (Force India), Sergio Pérez (Force India)  e Fernando Alonso (McLaren).

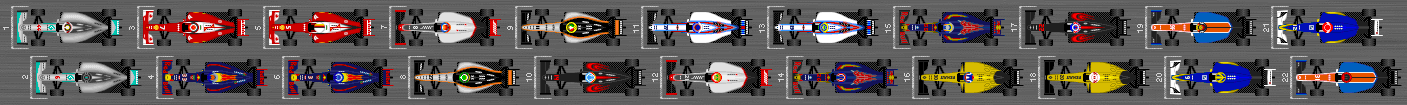
Grid de Largada

### Corrida
A direção de prova bem que tentou. Chegou a adiar a largada em 10 minutos para ver se as condições melhoravam a ponto de permitir a largada tradicional no grid. Mas não deu. Com isso, a largada foi dada sob safety car. Por causa da pista traiçoeira, o safety car ficou sete voltas na pista até ser autorizada a largada.
Depois de sete voltas sob safety car, finalmente foi dada a bandeira verde. Hamilton manteve a pole, seguido de Rosberg. Verstappen passou Raikkonen na primeira volta. Massa ganhou a posição de Gutiérrez e subiu para 11º. No entanto, o brasileiro efetuou a ultrapassagem antes da linha de liberação do safety car e por isso foi punido com o acréscimo em 5s. Mais atrás, Nasr passou Ericsson e subiu para 20º. Logo na primeira volta valendo, Magnussen foi para os boxes trocar os pneus de chuva extrema para os intermediários. Na volta seguinte, Massa, Alonso, Bottas, Button, Vettel, Kvyat, Palmer e Ericsson seguiram a escolha do dinamarquês. De pneus intermediários, Vettel rodou na subida do café e ficou na contramão da pista. O alemão deu sorte de não bater no muro, nem ser atingido e conseguiu se manter na prova.
Pouco depois, a pista molhada fez mais uma vítima. Ericsson aquaplanou na subida da reta, bateu no muro de fora e cruzou a pista até parar na entrada do pitlane. Verstappen vinha logo atrás para entrar nos boxes para colocar intermediários e por pouco não atingiu o carro do sueco. Ricciardo foi outro que aproveitou para entrar para trocar pneus. No entanto, o box já estava fechado e ele foi punido com o acréscimo de 5s.
Por causa do acidente, o safety car precisou ser acionado. Neste momento, Hamilton era o líder, seguido de Rosberg, Raikkonen, Verstappen (já de pneus intermediários) e Hulkenberg. Nasr era o oitavo, e Massa aparecia em 16º.
Foram seis voltas até a bandeira verde. Na relargada, o terceiro colocado Raikkonen, mesmo com pneus de chuva extrema, perdeu o controle do carro na subida da reta principal e bateu no muro, cruzando perigosamente a pista na frente do pelotão que vinha atrás.
A batida de Raikkonen forçou a direção de prova a paralisar a corrida sob bandeira vermelha. Com a interrupção da corrida, os pilotos retornaram aos boxes e deixaram seus carros. Trocas de pneus foram permitidas. A classificação era a seguinte: Hamilton em primeiro, acompanhado de Rosberg e Verstappen. Hulkenberg e Pérez completavam o top 5. Sainz era o sexto e Nasr, que não havia trocado pneus ainda, aparecia em sétimo. Já de pneus intermediários, Ricciardo era o nono, seguido por Ocon e Wehrlein. Massa, também já com um pit stop, era o 16º. A corrida ficou paralisada por 35 minutos, até os pilotos serem autorizados a voltar para a pista, atrás do safety car novamente. Quarto colocado, Nico Hulkenberg sofreu um furo de pneu e precisou ir para os boxes, voltando apenas na 15ª colocação. Mesmo sob safety car, a pista continuava traiçoeira. Por causa do spray levantado pelos carros na reta, Palmer acabou não vendo a STR de Kvyat e se enroscou com o carro do russo, sendo mais um a parar. Kvyat, ao menos, foi para os boxes e conseguiu prosseguir na prova. As condições não melhoravam e a direção de prova decidiu, mais uma vez, paralisar a corrida com bandeira vermelha e a torcida se revolta.
Depois de mais 27 minutos de paralisação, os pilotos voltaram para a pista, novamente atrás do carro de segurança. A direção de prova ordenou todos os piloto a usarem pneus de chuva extrema. Após três voltas com o safety car na pista, a bandeira verde foi dada novamente. Hamilton se posicionou bem e manteve a liderança. Já Rosberg foi surpreendido por um abusado Verstappen, que executou uma bela ultrapassagem por fora na Curva do Sol.
Em 16º, Massa tentou um "pulo do gato". Foi para os boxes e colocou pneus intermediários. Ele aproveitou para pagar os 5 segundos de penalização pelo incidente na largada. À caça do líder Hamilton, Verstappen rodou ao tocar na linha branca na subida da reta. No entanto, o holandês mostrou muita habilidade para recuperar o controle do carro e não bater no muro. Além disso, o piloto da Red Bull conseguiu se manter na frente de Rosberg, já que tinha aberto distância suficiente. Melhor para Hamilton, que abriu 6s de vantagem na ponta.
Ricciardo e Verstappen foram para os boxes e trocaram os pneus de chuva extrema pelos compostos intermediários. Com isso, Rosberg reassumiu a segunda colocação.  Voltas depois, Rosberg levou um grande susto. Ele viu a traseira escapar na subida da reta, mas conseguiu retomar o controle de sua Mercedes e evitou a rodada.
Felipe Massa acabou com uma batida. O brasileiro chegou a balançar na Curva do Lago e depois perdeu o controle na subida da reta, batendo no muro na parte de dentro e com isso o brasileiro ficou de fora do seu último GP no Brasil e ao chegar ao pitlane a pé, ele chora e com uma bandeira do Brasil e as equipes Mercedes, Ferrari e Williams aplaudiram o piloto. O safety car precisou ser acionado novamente. Verstappen e Ricciardo aproveitaram para colocar novamente os pneus de chuva extrema.
A terceira relargada da corrida foi dada sete voltas depois. Hamilton, mais uma vez administrou bem a liderança. E dessa vez, Rosberg não foi surpreendido por ninguém, mantendo-se em segundo. Pérez era o terceiro, seguido por Sainz e Vettel. Nasr aparecia em um expressivo sexto lugar. Em 11º na relargada, Verstappen deu início a um show particular. Em poucas voltas, passou Bottas, Ocon e Nasr. Sobrou até para seu companheiro Ricciardo, que também ficou para trás. Com isso, o holandês subiu para sexto. A vítima seguinte de Verstappen foi Vettel. O holandês colou na traseira da Ferrari, não deu paz ao alemão até ganhar a posição. O tetracampeão foi parar fora da pista e reclamou do piloto da Red Bull. Na mesma volta, engoliu a Toro Rosso de Sainz e subiu para quarto.O show prosseguia. Na penúltima volta, Max mostrou mais uma vez seu talento ao realizar uma ultrapassagem difícil e primorosa sobre Pérez, para pegar o terceiro lugar do pódio.
Hamilton levou o carro na ponta dos dedos para vencer pela primeira vez no Brasil. Rosberg terminou em segundo, dez segundos atrás do britânico. Verstappen completou o pódio. Pérez, Vettel, Hulkenberg, Ricciardo vieram a seguir. Nasr marcou seus primeiros pontos com o nono lugar. E Alonso completou a zona de pontuação.

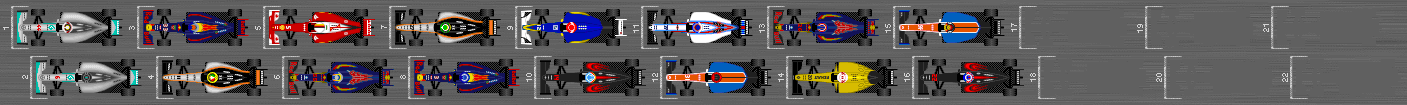
Grid de Largada

## Pneus
| Nome do composto | Cor | Banda de rolamento | Condições de Tempo | Dry Type                           | Aderência       | Longevidade  |
| ---------------- | --- | ------------------ | ------------------ | ---------------------------------- | --------------- | ------------ |
| Macio            |     | Slick (P Zero™)    | Seco               | Soft                               | Médio           | Médio        |
| Médio            |     | Slick (P Zero™)    | Seco               | Medium                             | Médio           | Médio        |
| Duro             |     | Slick (P Zero™)    | Seco               | Hard                               | Menos Aderência | Mais Durável |
| Intermediário    |     | Sulcos (Cinturato) | Molhado            | Intermediate (água não estagnante) | —               | —            |
| Chuva            |     | Sulcos (Cinturato) | Molhado            | Wet (água estagnante)              | —               | —            |

## Resultados

### Treino Classificatório
| Pos.                     | Nº | Piloto            | Construtor           | Q1       | Q2       | Q3       | Grid |
| ------------------------ | -- | ----------------- | -------------------- | -------- | -------- | -------- | ---- |
| 1                        | 44 | Lewis Hamilton    | Mercedes             | 1:11.511 | 1:11.238 | 1:10.736 | 1    |
| 2                        | 6  | Nico Rosberg      | Mercedes             | 1:11.815 | 1:11.373 | 1:10.838 | 2    |
| 3                        | 7  | Kimi Raikkonen    | Ferrari              | 1:12.100 | 1:12.301 | 1:11.404 | 3    |
| 4                        | 33 | Max Verstappen    | Red Bull-TAG Heuer   | 1:11.957 | 1:11.834 | 1:11.485 | 4    |
| 5                        | 5  | Sebastian Vettel  | Ferrari              | 1:12.159 | 1:12.010 | 1:11.495 | 5    |
| 6                        | 3  | Daniel Ricciardo  | Red Bull-TAG Heuer   | 1:12.409 | 1:12.047 | 1:11.540 | 6    |
| 7                        | 8  | Romain Grosjean   | Haas-Ferrari         | 1:12.893 | 1:12.343 | 1:11.937 | 7    |
| 8                        | 27 | Nico Hulkenberg   | Force India-Mercedes | 1:12.428 | 1:12.360 | 1:12.104 | 8    |
| 9                        | 11 | Sergio Pérez      | Force India-Mercedes | 1:12.684 | 1:12.331 | 1:12.165 | 9    |
| 10                       | 14 | Fernando Alonso   | McLaren-Honda        | 1:12.700 | 1:12.312 | 1:12.266 | 10   |
| 11                       | 77 | Valtteri Bottas   | Williams-Mercedes    | 1:12.680 | 1:12.420 | —        | 11   |
| 12                       | 21 | Esteban Gutierrez | Haas-Ferrari         | 1:13.052 | 1:12.431 | —        | 12   |
| 13                       | 19 | Felipe Massa      | Williams-Mercedes    | 1:12.432 | 1:12.521 | —        | 13   |
| 14                       | 26 | Daniil Kvyat      | Toro Rosso-Ferrari   | 1:13.071 | 1:12.726 | —        | 14   |
| 15                       | 55 | Carlos Sainz Jr.  | Toro Rosso-Ferrari   | 1:12.950 | 1:12.920 | —        | 15   |
| 16                       | 30 | Jolyon Palmer     | Renault              | 1:13.259 | 1:13.258 | —        | 16   |
| 17                       | 22 | Jenson Button     | McLaren-Honda        | 1:13.276 | —        | —        | 17   |
| 18                       | 20 | Kevin Magnussen   | Renault              | 1:13.410 | —        | —        | 18   |
| 19                       | 94 | Pascal Wehrlein   | MRT-Mercedes         | 1:13.427 | —        | —        | 19   |
| 20                       | 31 | Esteban Ocon      | MRT-Mercedes         | 1:13.432 | —        | —        | 221  |
| 21                       | 9  | Marcus Ericsson   | Sauber-Ferrari       | 1:13.623 | —        | —        | 21   |
| 22                       | 12 | Felipe Nasr       | Sauber-Ferrari       | 1:13.681 | —        | —        | 20   |
| Tempo dos 107%: 1:16.516 |    |                   |                      |          |          |          |      |
| Fonte:                   |    |                   |                      |          |          |          |      |

Notas
↑1  - Esteban Ocon (MRT) foi punido por obstruir a passagem de Jolyon Palmer (Renault)

### Corrida
| Pos.   | Nu. | Piloto            | Construtor           | Voltas | Tempo/Retirado | Grid | Pontos |
| ------ | --- | ----------------- | -------------------- | ------ | -------------- | ---- | ------ |
| 1      | 44  | Lewis Hamilton    | Mercedes             | 71     | 3:01:01.335    | 1    | 25     |
| 2      | 6   | Nico Rosberg      | Mercedes             | 71     | +11.455        | 2    | 18     |
| 3      | 33  | Max Verstappen    | Red Bull-TAG Heuer   | 71     | +21.481        | 4    | 15     |
| 4      | 11  | Sergio Pérez      | Force India-Mercedes | 71     | +25.346        | 9    | 12     |
| 5      | 5   | Sebastian Vettel  | Ferrari              | 71     | +26.334        | 5    | 10     |
| 6      | 55  | Carlos Sainz Jr.  | Toro Rosso-Ferrari   | 71     | +29.160        | 15   | 8      |
| 7      | 27  | Nico Hulkenberg   | Force India-Mercedes | 71     | +29.827        | 8    | 6      |
| 8      | 3   | Daniel Ricciardo  | Red Bull-TAG Heuer   | 71     | +30.486        | 6    | 4      |
| 9      | 12  | Felipe Nasr       | Sauber-Ferrari       | 71     | +42.620        | 21   | 2      |
| 10     | 14  | Fernando Alonso   | McLaren-Honda        | 71     | +44.432        | 10   | 1      |
| 11     | 77  | Valtteri Bottas   | Williams-Mercedes    | 71     | +45.292        | 11   |        |
| 12     | 31  | Esteban Ocon      | MRT-Mercedes         | 71     | +45.809        | 22   |        |
| 13     | 26  | Daniil Kvyat      | Toro Rosso-Ferrari   | 71     | +51.192        | 14   |        |
| 14     | 20  | Kevin Magnussen   | Renault              | 71     | +51.555        | 18   |        |
| 15     | 94  | Pascal Wehrlein   | MRT-Mercedes         | 71     | +1:00.498      | 19   |        |
| 16     | 22  | Jenson Button     | McLaren-Honda        | 71     | +1:41.994      | 17   |        |
| Ret    | 21  | Esteban Gutierrez | Haas-Ferrari         | 60     | Colisão        | 12   |        |
| Ret    | 19  | Felipe Massa      | Williams-Mercedes    | 46     | Colisão        | 13   |        |
| Ret    | 30  | Jolyon Palmer     | Renault              | 20     | Colisão        | 16   |        |
| Ret    | 7   | Kimi Raikkonen    | Ferrari              | 19     | Colisão        | 3    |        |
| Ret    | 9   | Marcus Ericsson   | Sauber-Ferrari       | 11     | Colisão        | 20   |        |
| NL     | 8   | Romain Grosjean   | Haas-Ferrari         | 0      | Não Largou     | 7    |        |
| Fonte: |     |                   |                      |        |                |      |        |

## Curiosidades
- Commons

- A quarta corrida mais longa da história da Fórmula 1, com a duração de 3:01:01.335.
- Max Verstappen marcou a volta mais rápida da corrida pela primeira vez e ainda se tornou o mais jovem a marcar a volta mais rápida com 19 anos, um mês e 14 dias

## Tabela do campeonato após a corrida
Somente as cinco primeiras posições estão incluídas nas tabelas.
| Pos | Piloto           | Pontos | Var |
| --- | ---------------- | ------ | --- |
| 1   | Nico Rosberg     | 367    | 0   |
| 2   | Lewis Hamilton   | 355    | 0   |
| 3   | Daniel Ricciardo | 246    | 0   |
| 4   | Sebastian Vettel | 197    | 0   |
| 5   | Max Verstappen   | 192    | 1   |

| Pos | Construtor           | Pontos | Var |
| --- | -------------------- | ------ | --- |
| 1   | Mercedes             | 722    | 0   |
| 2   | Red Bull-TAG Heuer   | 446    | 0   |
| 3   | Ferrari              | 375    | 0   |
| 4   | Force India-Mercedes | 163    | 0   |
| 5   | Williams-Mercedes    | 136    | 0   |

|  |              |
|  | Campeão      |
|  | Vice-Campeão |
|  | 3º Colocado  |